# I Love You (låt av Billie Eilish)
I Love You är en låt framförd av den amerikanska sångerskan Billie Eilish. Låten skrevs av Eilish och hennes bror Finneas O'Connell. Den återfinns på albumet When We All Fall Asleep, Where Do We Go?.
Låten har streamats över 563 miljoner gånger på Spotify.
Låten laddades upp på YouTube den 28 mars 2019 och hade visats över 84 miljoner gånger den 12 december 2021.